# Departamento de Parques y Vida Silvestre de Texas

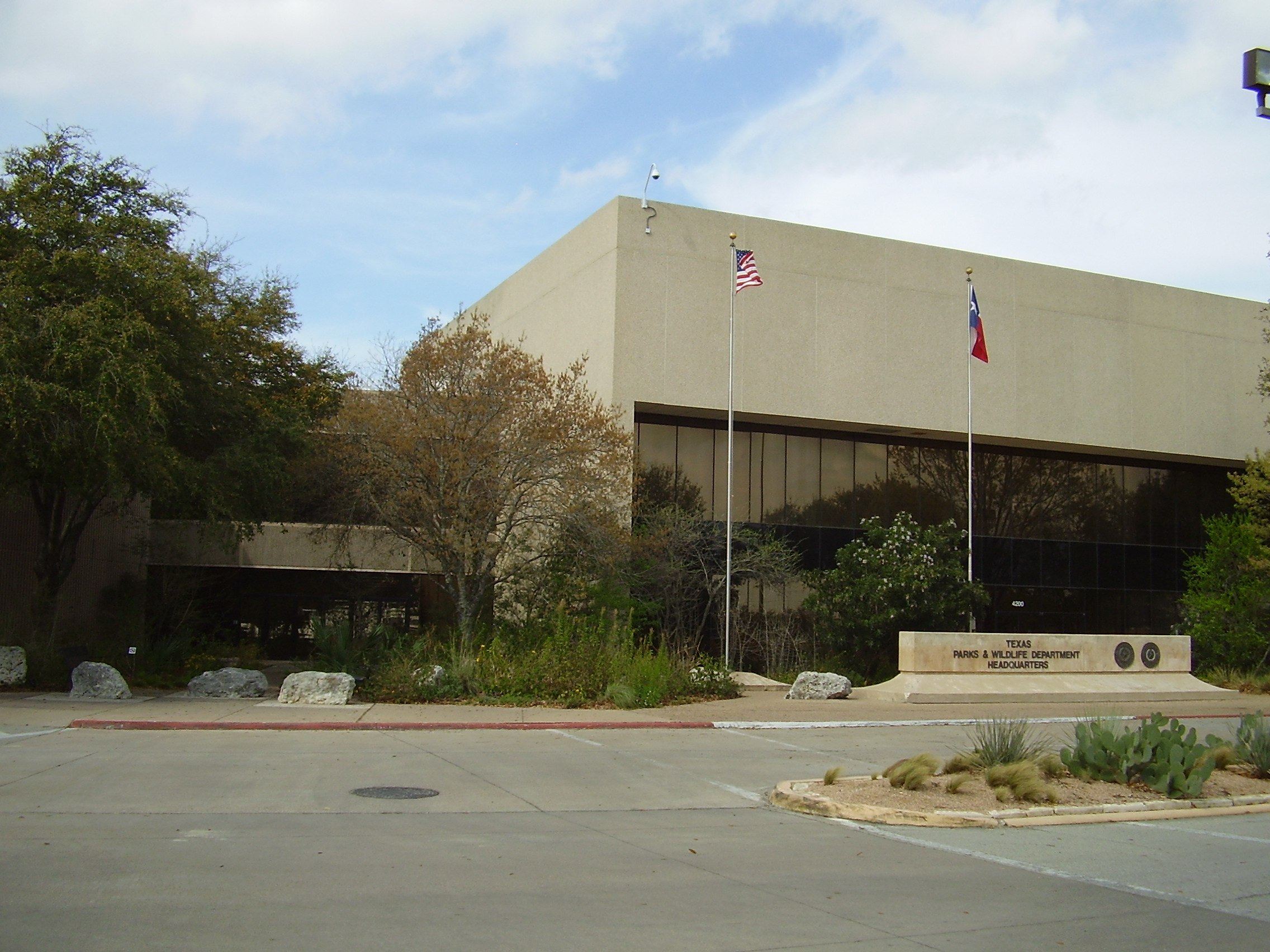
La sede del Departamento de Parques y Vida Silvestre de Texas.

Departamento de Parques y Vida Silvestre del Estado de Texas (idioma inglés: Texas Parks and Wildlife Department, TPWD) es la agencia de los parques estatales y la vida silvestre en Texas, Estados Unidos. La agencia tiene su sede en 4200 Smith School Road en Austin.
El departamento gestiona parques del estado y protege vida silvestre.